# Catedral de San José (Khulna)
La Catedral de San José o simplemente Catedral de Khulna es el nombre que recibe un edificio religioso afiliado a la Iglesia Católica que se encuentra ubicado en la Babu Khan Road en la ciudad de Khulna, la tercera más grande en el país asiático de Bangladés.
El templo que data de 1956 sigue el rito romano o latino y es la iglesia madre o principal de la diócesis de Khulna (Dioecesis Khulnensis; খুলনা এর বিশপের এলাকা) que fue creada como diócesis de Jessore en 1952 mediante la bula "Cum sit usu" del papa Pío XII.
Esta bajo la responsabilidad pastoral del obispo James Romen Boiragi. Cerca  existe una secundaria que también fue nombrada en honor de San José.